# Сьерра-Леоне на летних Олимпийских играх 1988
Сьерра-Леоне принимала участие в Летних Олимпийских играх 1988 года в Сеуле (Республика Корея) в четвёртый раз за свою историю, но не завоевала ни одной медали. Сборную страны представляла 1 женщина.

## Результаты соревнований

### Велоспорт

#### Шоссейный велоспорт
Мужчины
| Соревнование    | Спортсмен     | Время | Место | Отставание |
| --------------- | ------------- | ----- | ----- | ---------- |
| групповая гонка | Фрэнк Уильямс | DNF   | DNF   | DNF        |